# Kronika Janka z Czarnkowa
Kronika Janka z Czarnkowa (łac. Joannis de Czarnkow chronicon Polonorum) – kronika w języku łacińskim autorstwa Jana z Czarnkowa obejmująca wydarzenia historii Polski w latach 1370–1384, powstała pod koniec XIV wieku.

## Okoliczności powstania
Jan z Czarnkowa, znany też jako Janko z Czarnkowa, był w drugiej połowie XIV w. czynnym politykiem, pełniąc m.in. funkcję podkanclerzego koronnego. Zaangażował się szczególnie w wydarzenia po śmierci Kazimierza Wielkiego w 1370, gdy występował przeciw osadzeniu na tronie polskim Ludwika Węgierskiego. Jako uczestnik spisku przeciw Andegawenom został skazany i przez pewien czas przebywał na banicji.
Kronika powstała prawdopodobnie w latach 1377–1384 pod koniec życia Janka z Czarnkowa. Dzieło zaczyna się od opisu śmierci i pogrzebu Kazimierza Wielkiego (3 początkowe rozdziały są innego pióra i zostały błędnie dołączone), zaś koniec kroniki to opis lokalnych zdarzeń w Wielkopolsce w 1384. Przy tworzeniu kroniki Janko z Czarnkowa nie posługiwał się źródłami pisanymi. Przedstawiał wydarzenia, których był bezpośrednim świadkiem, lub które znał z relacji uczestników. Pierwotny tytuł kroniki nie jest znany. Tytuł Chronicon Polonorum pochodzi z dziewiętnastowiecznego wydania. Nie jest też znany pierwotny początek i prawdopodobny koniec dzieła. Kronika Janka z Czarnkowa zachowała się w dziesięciu kopiach z XV w., w tym we wszystkich kodeksach zawierających Wielką kronikę.

## Treść kroniki
Zdarzenia w kronice ukazywane są stronniczo, zgodnie z własnymi sympatiami politycznymi autora. Kazimierz Wielki został przedstawiony jako prawdziwy wzór władcy, a czasy Ludwika Węgierskiego – jako okres chaosu i niepewności. Tendencyjnie przedstawione są osoby i zdarzenia bezpośrednio związane z autorem kroniki (np. konflikt z Zawiszą z Kurozwęk i Mikołajem z Kórnika), a także wydarzenia polityczne (np. krytyczne sądy na temat Ludwika Węgierskiego oraz działalności Elżbiety Łokietkówny). Dzieło zawiera też informacje o życiu i znaczeniu duchowieństwa tamtego okresu.
Kronika napisana została nieozdobną łaciną, narracja jest jednak żywa. Styl jest niejednolity. Istotne fakty sąsiadują z mało ważnymi szczegółami. Obok dynamicznych i plastycznych opisów znajdują się skrótowe, pobieżne relacje zdarzeń i długie wyliczenia (np. dóbr rozdysponowanych po śmierci Kazimierza Wielkiego). Narracja często prowadzona jest w pierwszej osobie, ale są też fragmenty, w których autor pisze o sobie samym w trzeciej osobie. Z tych powodów struktura utworu zbliża się do pamiętnika i kronika bywa traktowana jako pierwszy tego rodzaju utwór w literaturze polskiej.

## Współczesne wydania
Kronika została przetłumaczona na polski przez Józefa Żerbiłłę w 1905 roku. W XIX w. udowodniono, że trzy pierwsze fragmenty nie pochodzą z kroniki Janka z Czarnkowa, nadal jednak umieszcza się je w dziele, gdyż śmierć Kazimierza Wielkiego i opis uroczystości jest wprowadzeniem do wydarzeń zamieszczonych w dalszych częściach kroniki. Tekst łaciński kroniki można znaleźć w Monumenta Poloniae Historica. Pomniki Dziejowe Polski, t. 2.
Nie istnieje krytyczny przekład kroniki. Do połowy lat 90. XX w. jedynym dostępnym wydaniem spolszczonym była edycja z 1905 roku. W 1996 r. wznowił ją krakowski Universitas. Wydanie to zostało opatrzone krótką notą na temat autora i wstępem Jerzego Wyrozumskiego. Tłumaczenie zostało poprawione i zaktualizowane przez Marka Kowalskiego. Kolejne wznowienia, już bez zmian w treści, ukazywały się w latach 2001, 2006 i 2009.